# Bunkerville (Nevada)
Bunkerville es un lugar designado por el censo ubicado en el condado de Clark, Nevada, Estados Unidos

## Geografía
De acuerdo con la oficina del Censo de los Estados Unidos, este CDP tiene un área total de 112.4 km², de los cuales, 111.2 km² pertenecen a tierra firme y 1.2 km² corresponen a superficie sobre agua.

## Historia
Bunkerville fue establecido en 1877 por pioneros mormones provenientes de Utah. Este lugar fue llamado así por su fundador Edward Bunker, quien estuvo por algún tiempo establecido en el territorio colonizando antes de que llamara al terreno Bunkerville, siendo el pionero del hundimiento de Santa Clara, Utah.
Bunker, bajo su propia iniciativa pero con el permiso de Brigham Young, se trasladó con su gran familia poligámica 40.2 km al suroeste de Bunkerville después de que su establecimiento en Santa Clara hubiera fallado por problemas de convivencia con la orden comuniraria. Los residentes de Bunkerville llamados así por Brigham Young, establecieron una nueva comunidad con esfuerzo, haciendo que su trabajo diera resultados, sosteniéndose todos como una comunidad. Este "experimento" social finalizó en 1880.

## Demografía
Según el censo de 2000, en este CDP viven 1014 habitantes, se hallan 258 hogares y habitan 222 familias; la densidad de la población es de aproximadamente 9.1 hab/km².
La cantidad de hogares es de 258 casas, lo que entrega una densidad promedio de 2.5 casas/km²; el 54.7% tiene niños menores de 18 años habitando en ellas, el 72.9% tiene parejas casadas viviendo juntas, el 10.5% tiene a una mujer jefa del hogar sin hombre en ella y un 13.6% contiene a alguien sin familia. El 11.6% de los hogares está compuesto por alguien viviendo solo y un 5.8% tiene viviendo a alguien solo mayor de 65 años. El promedio del tamaño de un hogar es de 3.93 y el promedio del tamaño familiar es de 4.27.
El índice racial de este CDP es de 75.15% blancos, 0.69% de Afroamericanos,  1.87% asiáticos, 0.59% del pacífico, 15.68% de otra raza y 6.02% de 2 o más razas. Hispanos o latinos de cualquier raza es de un 24.85% de la población total.
En este CDP, la población está compuesta por un 41.9% de menores de 18 años, un 9.5% entre 18 a 24, 26.5% entre 25 a 44, 15.8% entre 45 a 64 y un 6.3% por sobre los 65 años. El promedio de edad es de 24 años; por cada 100 mujeres hay 99.2 hombres, por cada 100 mujeres mayores de 18, hay 99.7 hombres.
Los ingresos medios en un hogar en Bunkerville son de $45,076, y los ingresos medios de una familia es de $46,098. Los hombres tienen un ingreso medio de $27,153 versus $20,878 de las mujeres. El ingreso per cápita de este CDP es de $16,820; cerca del 3.6% de las familias y el 7.9% de la población está bajo la línea de pobreza, incluyendo el 13.4% de menores de 18 años y el 8.9% de los mayores de 65 años.

## Residentes notables
- Edward Bunker (1 de agosto de 1822 – 17 de noviembre de 1901); Pionero mormón que fundó Bunkerville, el cual en honor lleva su nombre.
- Juanita Brooks (15 de enero de 1898 - 26 de agosto de 1989); Escritora, historiadora y editora mormona.